# 827-й отдельный разведывательный артиллерийский дивизион
827-й отдельный армейский разведывательный артиллерийский дивизион Резерва Главного Командования — воинское формирование Вооружённых Сил СССР, принимавшее участие в Великой Отечественной войне.
Сокращённое наименование — 827-й оарадн РГК.

## История
Сформирован 4 мая 1942 года в составе 16-й армии Западного фронта (Постановление ГКО СССР № 1525/ сс от 2 апреля 1942 года (о формировании орадн).
В действующей армии с 4.05.1942 по 22.04.1944.
В ходе Великой Отечественной войны вёл артиллерийскую разведку в интересах артиллерии соединений  16-й армии, 11-й гв. армии Западного, Брянского  и 1-го Прибалтийского  фронтов.
22 мая 1944 года в соответствии с приказом НКО СССР от 16 мая 1944 года №0019 «Об усилении армий артиллерийскими средствами контрбатарейной борьбы», директивы заместителя начальника Генерального штаба РККА от 22 мая 1944 г. №ОРГ-2/476 827-й оарадн обращён на формирование 149-й пабр 11-й гв. армии 1-го Прибалтийского фронта.

## Состав
до октября 1943 года
- Штаб
- Хозяйственная часть
- батарея звуковой разведки (БЗР)
- батарея топогеодезической разведки (БТР)
- взвод оптической разведки (ВЗОР)
- фотограмметрический взвод (ФГВ)
- артиллерийский метеорологический взвод (АМВ) (в октябре 1943 года передан в штабную батарею УКАРТ армии)
- хозяйственный взвод

с октября 1943 года
- Штаб
- Хозяйственная часть
- 1-я батарея звуковой разведки (1-я БЗР)
- 2-я батарея звуковой разведки (2-я БЗР)
- батарея топогеодезической разведки (БТР)
- взвод оптической разведки (ВЗОР)
- фотограмметрический взвод (ФГВ)
- хозяйственный взвод

## Подчинение
| Дата                | Фронт                   | Армия                             | Корпус | Дивизия | Бригада | Примечания |
| ------------------- | ----------------------- | --------------------------------- | ------ | ------- | ------- | ---------- |
| 4.05.42 -18.08.43г. | Западный фронт          | 16-я армия 11-я гвардейская армия | -      | -       | -       | -          |
| 18.08.43 -20.10.43г | Брянский фронт          | 11-я гвардейская армия            | -      | -       | -       | -          |
| 20.10.43 -22.05.44г | 1-й Прибалтийский фронт | 11-я гвардейская армия            | -      | -       | -       | -          |

## Командование дивизиона
Командир дивизиона
- капитан Платович Борис Иосифович
- майор Елисеев Александр Михайлович
- капитан, майор Гудзь Яков Сергеевич

Заместитель командира дивизиона
- капитан Синельников Александр Васильевич

Начальник штаба дивизиона
- капитан Гудзь Яков Сергеевич
- капитан Самойлов Михаил Данилович

Заместитель командира дивизиона по политической части(Военный комиссар)
- батальонный комиссар Макаров
- ст. политрук, майор Маслов Владимир Иванович

Помощник начальника штаба дивизиона
- ст. лейтенант Савушкин Николай Алексеевич

Помощник командира дивизиона по снабжению
- ст. лейтенант Наседкин Василий Михайлович

## Командиры подразделений дивизиона
Командир  БЗР(до октября 1943 года)
- ст. лейтенант Чуканов Пётр Михайлович

Командир 1-й БЗР
- ст. лейтенант Акберов Борис Георгиевич

Командир 2-й БЗР
- ст. лейтенант, капитан Чуканов Пётр Михайлович

Командир БТР
- капитан Самойлов Михаил Данилович
- ст. лейтенант Власюк Тарас Терентьевич

Командир ВЗОР
- ст. лейтенант Найденко Павел Степанович

Командир ФГВ
- ст. лейтенант Лютиков Григорий Павлович

Командир АМВ(до октября 1943 года)
- ст. лейтенант Минаев Василий Семёнович